# Espère
Espère település Franciaországban, Lot megyében. Lakosainak száma 987 fő (2022. január 1.). Espère Caillac, Calamane, Crayssac, Mercuès és Nuzéjouls községekkel határos.

## Népesség
A település népességének változása:
| Lakosok száma | 353  | 768  | 799  | 939  | 993  | 1013 | 1044 | 1041 | 1040 | 987  |
|               | 1968 | 1982 | 1990 | 2006 | 2013 | 2015 | 2017 | 2019 | 2020 | 2022 |